# Exaeretia lutosella
Exaeretia lutosella — вид лускокрилих комах родини плоских молей (Depressariidae).

## Поширення
Вид поширений в Південній та Південно-Східній Європі, у Марокко, Туреччині, Сирії і Палестині.

## Опис
Розмах крил 22 мм.